# Quévy
Quévy ist eine Gemeinde in der belgischen Provinz Hennegau. Sie liegt südlich der Stadt Mons an der früheren Hauptstrecke Paris-Nord – Maubeuge – Mons – Brüssel/Liège, unmittelbar an der französischen Grenze. Zur Gemeinde gehören die Orte Asquillies, Aulnois, Blaregnies, Bougnies, Genly, Gœgnies-Chaussée, Quévy-le-Grand, Quévy-le-Petit, Givry und Hava. Gœgnies-Chaussée wird an der Rue de la Libération und der Chaussée Brunehaut zwischen Belgien und Frankreich geteilt. 

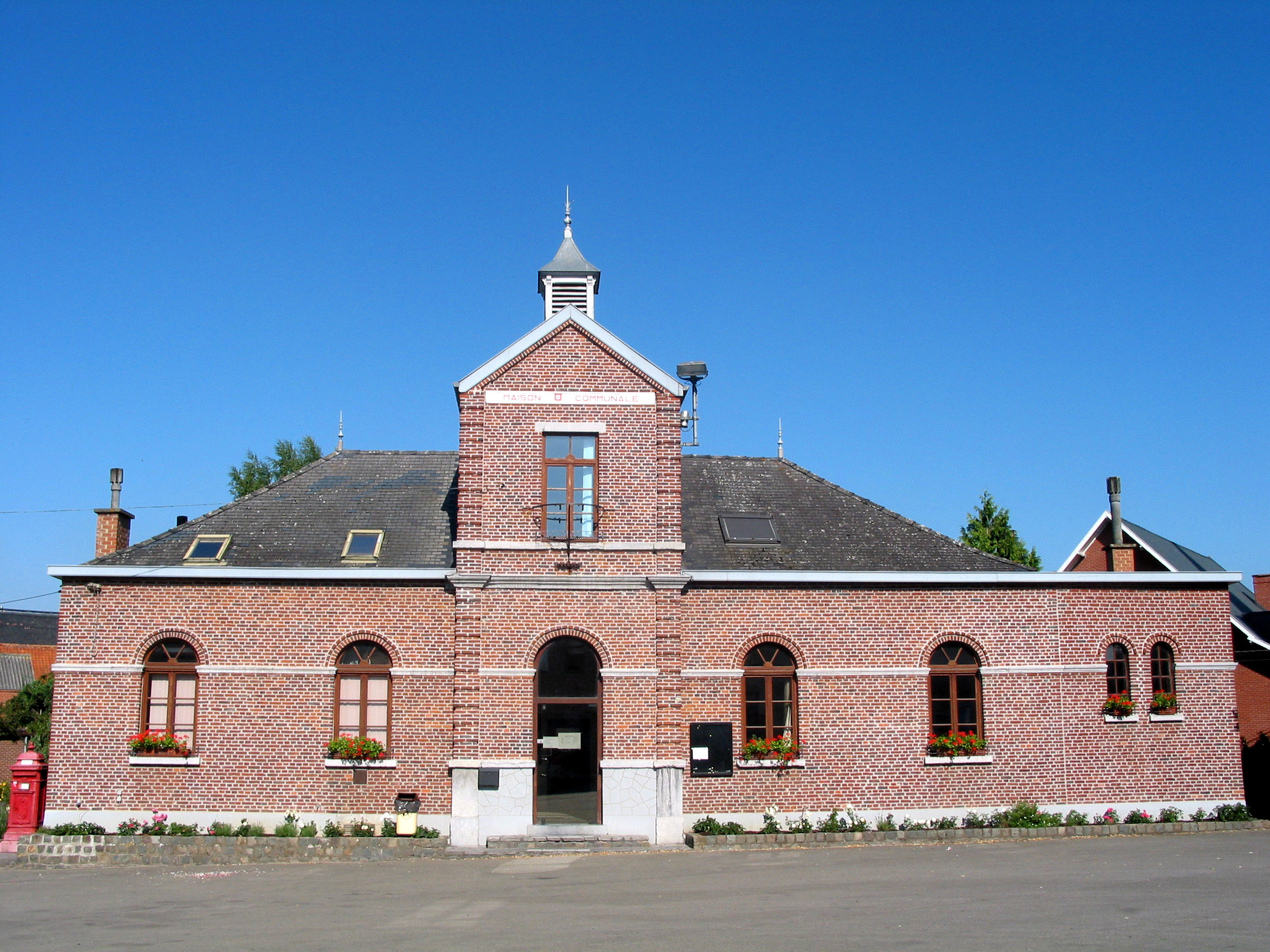
Rathaus (Givry)
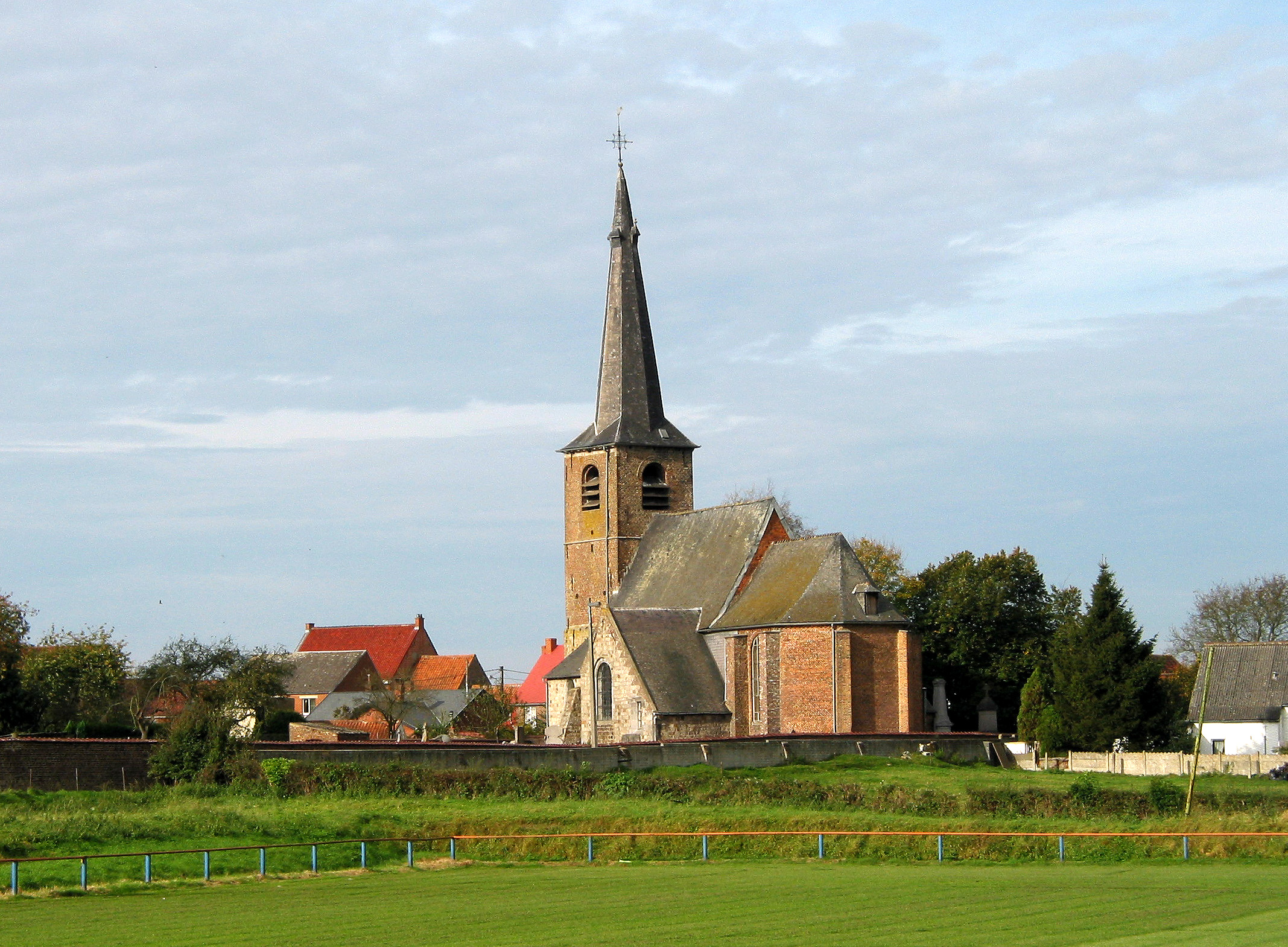
Quévy-le-Grand, Kirche Saint-Pierre